# Ернджак
Ернджак (арм. Երնջակ) — историко-географический регион Закавказья, гавар Великой Армении в составе ашхара Сюник. В настоящее время территория Ернджака соответствует территории Джульфинского района Нахичеванской Автономной Республики Азербайджана.

Роберт Хьюсен. Сюник в VII - XI вв.

По территории исторического гавара Ернджак протекает река Алинджачай (историческое название Ернджак). Ернджак граничил с такими гаварами, как Гохтн, Цхук, Чахук и Нахчаван. 
Ернджак с древних времён был известен своими отборными фруктами: абрикосами, гранатами, инжирами, грушами и т. д. В древности в южной части Ернджака производили шёлк, на севере кунжут, асбест, зерно и др.
Согласно Степаносу Орбеляну, название Ернджак произошло от имени сюникской княжны Ернджак.